# Romain Gavras

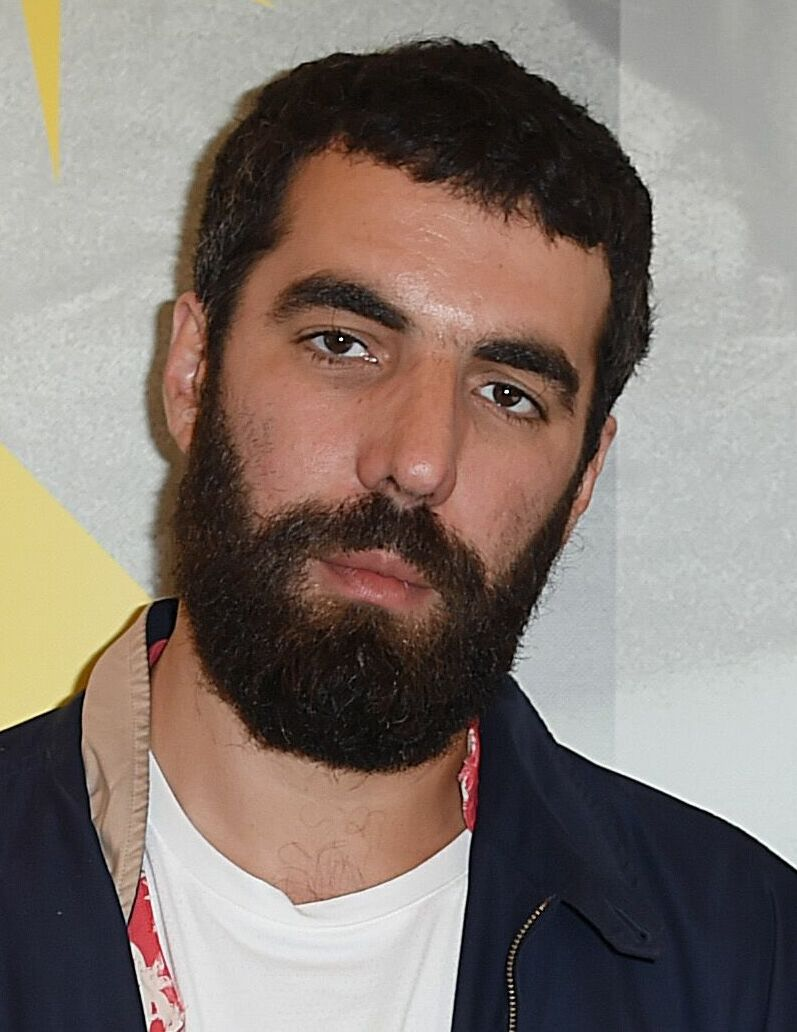
Romain Gavras, 2018

Romain Gavras (* 4. Juli 1981) ist ein französischer Regisseur.

## Leben
Gavras ist der jüngste Sohn des griechisch-französischen Filmregisseurs Constantin Costa-Gavras und der französischen Journalistin Michèle Ray-Gavras, seine ältere Schwester ist die Regisseurin Julie Gavras.
Im Jahr 1994 drehte er zusammen mit Kim Chapiron seinen ersten Kurzfilm. Zusammen gründeten sie das Filmkollektiv Kourtrajmé, mit dem er 2001 sein erstes Musikvideo drehte. In der Musikvideoszene fiel er mit dem Video für DJ Mehdis Signatune auf, 2008 gelang ihm mit dem in Moskau gedrehten Video für die Debütsingle von The Last Shadow Puppets der Durchbruch. Sein Video für Justices Stress, das eine Gruppe Jugendlicher zeigt, die prügelnd und randalierend durch die Straßen von Paris zieht, löste eine kontroverse Diskussion aus, da er einerseits für seine Idee und die radikale Ausführung gelobt, ihm andererseits aber auch Gewaltverherrlichung vorgeworfen wurde. Youtube sperrte 2010 seinen Videoclip zum M.I.A.-Lied Born Free. Für das Musikvideo zu M.I.A.s Single Bad Girl gewann Gavras 2012 einen MTV Video Music Award für die beste Regie und wurde 2013 für einen Grammy in der Kategorie Best Short Form Music Video nominiert. Eine weitere Grammy-Nominierung folgte 2017 für Jamie xxs Gosh (Version 2) in der Kategorie Best Music Video.
Gavras arbeitete für die Live-Doku A Cross the Universe, die Ende 2008 erschien, ein weiteres Mal mit der Band Justice zusammen. Außerdem arbeitet er daran, aus seinem Kurzfilm San Francisco einen Langspielfilm zu machen. Im Jahr 2011 drehte er den Spot für die „All in“-Dachmarkenkampagne von Adidas.
Gavras gab 2010 mit Notre jour viendra sein Spielfilmdebüt. Im Jahr 2018 folgte sein zweiter Spielfilm Die Welt gehört dir, der unter anderem für zwei Césars nominiert wurde. Im Jahr 2022 erhielt er für seinen dritten Spielfilm Athena eine Einladung in den Wettbewerb der 79. Internationalen Filmfestspiele von Venedig, wo der Film den Arca CinemaGiovani Award und den UNICEF Award gewann.

### Privates
Bei den Internationalen Filmfestspielen von Cannes 2023 präsentierte er sich zum ersten Mal mit seiner Lebensgefährtin Dua Lipa.

## Videos
- 2002: Rocé – Changer le monde
- 2003: Mafia K’1 Fry – Pour ceux
- 2007: DJ Mehdi – Signatune (Thomas Bangalter Edit)
- 2007: Fatal Bazooka – Trankillement (mit Kim Chapiron)
- 2007: Simian Mobile Disco – I Believe
- 2008: The Last Shadow Puppets – The Age of the Understatement
- 2008: Justice – Stress
- 2010: M.I.A. – Born Free
- 2012: M.I.A. – Bad Girls
- 2012: Jay-Z & Kanye West – No Church in the Wild
- 2016: Jamie xx – Gosh (Version 1)/Gosh (Version 2)
- 2018: Dior J’adore: The New Absolu
- 2021: GENER8ION, 070 Shake: Neo Surf

## Filmografie
- 2008: A Cross the Universe – (Konzert-Doku über Justice, mit So Me)
- 2010: Notre jour viendra
- 2018: Die Welt gehört dir (Le monde est à toi)
- 2022: Athena

## Auszeichnungen
- 2008: UK Music Video Awards, Best International Video, für Justice: Stress
- 2012: MTV Video Music Awards, Beste Regie, für M.I.A.: Bad Girls
- 2012: Nominierung Bestes Musikvideo, Camerimage, für M.I.A.: Bad Girls
- 2013: Grammy-Nominierung, Best Short Form Music Video, für Jay-Z & Kanye West feat. Frank Ocean: No Church in the Wild sowie M.I.A.: Bad Girls
- 2016: Nominierung Preis der Jury für das beste Musikvideo, Camerimage, für Jamie XX: Gosh (Version 1)
- 2017: Grammy-Nominierung, Best Music Video, für Jamie XX: Gosh (Version 2)
- 2022: Arca CinemaGiovani Award, UNICEF Award und Nominierung Goldener Löwe, Internationale Filmfestspiele von Venedig, für Athena